# Dipartimento di Guainía
Il dipartimento di Guainía è uno dei 32 dipartimenti della Colombia. Il capoluogo del dipartimento è Inírida.

## Geografia fisica

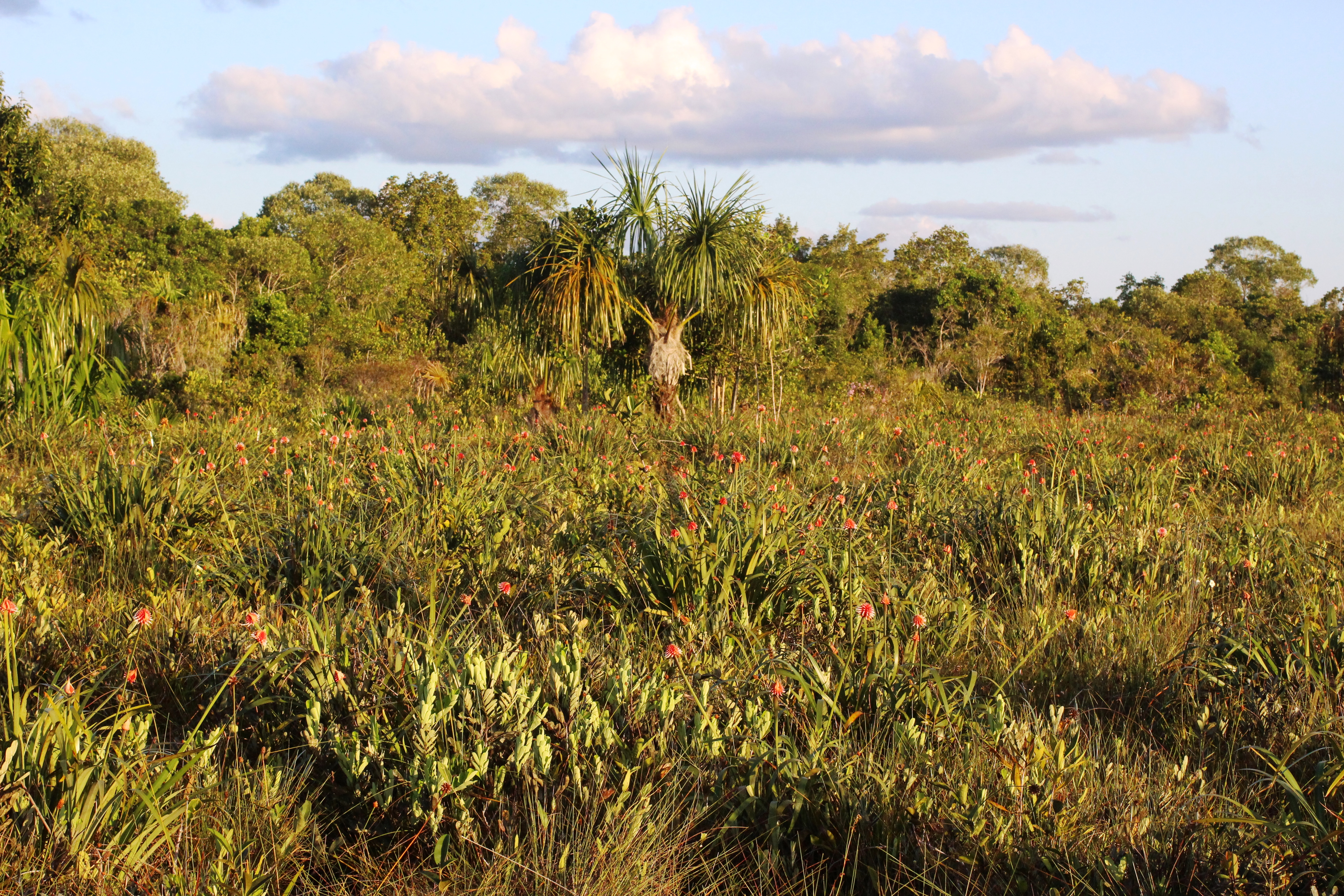
Ecosistema protetto di savana sabbiosa con fiori di Inírida (Guacamaya superba)

Il dipartimento di Guainía è separato a nord dal fiume Guaviare dal dipartimento di Vichada, ad ovest confina con lo stato venezuelano dell'Amazonas, a sud con l'Amazonas brasiliano, a sud-ovest con il dipartimento di Vaupés ed a ovest con il dipartimento di Guaviare.
Il territorio del Guainía è prevalentemente pianeggiante ed è solcato nella sua parte centrale dal fiume Inírida che confluisce nel Guaviare. Nella parte meridionale, scorre il Guainía, che poi prende il nome di Rio Negro e sfocia nel rio delle Amazzoni.

## Geografia antropica
Il dipartimento di Guainía si compone di 1 comune e 8 Distretti dipartimentali (corregimientos departamentales).

### Comuni
- Inírida

### Distretti dipartimentali
- Barranco Minas
- Cacahual
- La Guadalupe
- Mapiripana
- Morichal
- Pana Pana
- Puerto Colombia
- San Felipe